# Катастрофа Boeing 727 в Далласе
Катастрофа Boeing 727 в Далласе — авиационная катастрофа, произошедшая в среду 31 августа 1988 года. Авиалайнер Boeing 727-232 Advanced авиакомпании Delta Air Lines выполнял плановый внутренний рейс DL1141 по маршруту Джэксон—Даллас—Солт-Лейк-Сити, но при вылете из Далласа не смог набрать высоту, врезался в антенну радиомаяка и рухнул на землю в 1 километре от взлётной полосы аэропорта Далласа. Из находившихся на его борту 108 человек (101 пассажир и 7 членов экипажа) погибли 14, ещё 76 получили ранения.

## Самолёт
Boeing 727-232 Advanced (регистрационный номер N473DA, заводской 20750, серийный 992) был выпущен в 1973 году (первый полёт совершил 16 ноября). 30 ноября того же года был передан заказчику — американской авиакомпании Delta Air Lines, где также получил флотский номер 473. Оснащён тремя двухконтурными турбовентиляторными двигателями Pratt & Whitney JT8D-15 с силой тяги у каждого в 68,95 кН. На день катастрофы 14-летний авиалайнер налетал 43 023 часа.
Пассажирский салон имел 4 основных выхода и 4 аварийных выхода, а также дополнительно ещё один аварийный выход в виде выдвижного трапа в хвостовой части. В нижней части фюзеляжа располагались 2 грузовых отсека — один впереди крыла, а второй позади крыла. Топливных баков на самолёте было три: по одному (№1 и №3, максимальная ёмкость по 6881 килограмм) в обеих плоскостях крыла и ещё один (№2, максимальная ёмкость 4550 галлонов) в центральной части фюзеляжа. Всего на борт лайнер мог взять максимум 28 877 килограммов авиатоплива. Максимально допустимый вес самолёта при рулении составлял 84 005 килограммов, максимальный взлётный вес — 83 552 килограмма, максимальный посадочный вес — 70 080 килограммов, максимальный вес без топлива — 62 596 килограммов.
Исходя из максимального посадочного веса и расчётного расхода авиатоплива до Солт-Лейк-Сити, максимальный вес самолёта при вылете из Далласа должен был составлять 79 578 килограммов. Фактический взлётный вес разбившегося самолёта составлял 71 524 килограмма.

## Экипаж
Самолётом управлял опытный экипаж, его состав был таким:
- Командир воздушного судна (КВС) — 46-летний Ларри Л. Дэвис (англ. Larry L. Davis). Очень опытный пилот, проработал в авиакомпании Delta Air Lines 22 года и 10 месяцев (с 18 октября 1965 года). 22 мая 1975 года был повышен до командира McDonnell Douglas DC-9, но так как на данном типе налёт за месяц был меньше, то вскоре был возвращён на должность второго пилота Lockheed L-1011 TriStar. 30 августа 1978 года был вновь переведён на должность командира DC-9 и оставался в этом статусе до 1979 года, пока не переучился на Boeing 727, после чего в августе 1979 года был переведён на командира Boeing 727. С 27 по 28 июля 1988 года прошёл переподготовку на Boeing 727. В связи с дальнозоркостью носил контактные линзы. Налетал свыше 17 000 часов, свыше 7000 из них на Boeing 727. За последние 90, 60 и 30 дней до катастрофы налетал 119 часов 27 минут, 99 часов 56 минут и 61 час 56 минут соответственно. Отдых перед работой составил 27 часов 27 минут: продолжительность работы на момент катастрофы — 2 часа 35 минут, в том числе 1 час 13 минут лётного времени[1][4].
- Второй пилот — 37-летний Кэри У. Киркленд (англ. Carey W. Kirkland). Опытный пилот, проработал в авиакомпании Delta Air Lines 9 лет и 8 месяцев (с 26 января 1979 года). В марте 1979 года получил квалификацию третьего пилота, после чего оставался в этой должности до ноября 1987 года. В 1987 году прошёл квалификационную проверку, а 9 декабря того же года был повышен до второго пилота Boeing 727. Налетал свыше 6500 часов, свыше 4000 из них на Boeing 727. За последние 90, 60 и 30 дней до катастрофы налетал 160 часов 23 минуты, 123 часа 57 минут и 60 часов 43 минуты соответственно. Продолжительность работы на момент катастрофы была такой же, как у КВС[1][4].
- Бортинженер — 30-летний Стивен М. Джадд (англ. Steven M. Judd). Проработал в авиакомпании Delta Air Lines 9 месяцев и 11 дней (с 20 ноября 1987 года). После прохождения утверждённой в авиакомпании учебной программы, 20 января 1988 года получил квалификацию бортинженера Boeing 727. Также имел квалификацию бортинженера реактивных самолётов. Никаких дополнительных занятий на получение квалификации не проходил. Налетал свыше 3000 часов, свыше 600 из них на Boeing 727. За последние 90, 60 и 30 дней до катастрофы налетал 128 часов 22 минуты, 61 час 56 минут и 1 час 7 минут соответственно. Продолжительность работы на момент катастрофы была такой же, как у КВС и второго пилота[1][5].

В салоне самолёта работали четверо стюардесс:
- Дикси Данн (англ. Dixie Dunn), 56 лет — старшая стюардесса.
- Мэри О'Нилл (англ. Mary O'Neill), 57 лет.
- Розилин Марр (англ. Rosilyn Marr), 43 года.
- Дайана Джордж (англ. Diana George), 40 лет.

## Хронология событий

### Предшествующие обстоятельства
Boeing 727-232 Advanced борт N473DA выполнял плановый внутренний пассажирский рейс DL1141 из Джэксона в Солт-Лейк-Сити с промежуточной посадкой в Далласе.
В 06:30 рейс 1141 вылетел из аэропорта Джэксон-Эверс и в 07:38 благополучно приземлился в аэропорту Даллас/Форт-Уэрт, где встал на стоянку №15. Со слов второго пилота, полёт до Далласа прошёл без отклонений. Из замечаний по самолёту было только одно — неработающий топливомер основного бака №1 (левый крыльевой).
В Далласе КВС и второй пилот ушли в офис авиакомпании Delta Air Lines, а бортинженер остался у самолёта и, обойдя его вокруг, осмотрел перед выполнением второй части рейса (Даллас—Солт-Лейк-Сити). Обслуживающий авиамеханик, поднявшись на борт лайнера и изучив его лётный журнал, увидел запись о неисправном топливомере, но, согласно изданному в Delta Air Lines перечню минимального оборудования, эксплуатация самолёта с такой неисправностью разрешалась; других замечаний за время прошедшего полёта отмечено не было. Сотрудник Delta Air Lines, который отвечал за загрузку авиалайнера, на основе данных, полученных с помощью топливомерной трубки, определил, что в первом топливном баке ещё оставался 561 галлон авиатоплива. Исходя из этого, в данный бак следовало залить ещё 1036 галлонов авиатоплива, чтобы всего в нём находилось 1597 галлонов (4850 килограммов). До такого же уровня требовалось долить авиатопливо в бак №3 (правый крыльевой), а в бак №2 (центральный) требовалось долить до 4810 килограммов. Заправщик залил авиатопливо в баки до требуемого уровня, после чего зашёл в кабину экипажа и сообщил бортинженеру, что самолёт заправлен; также во время беседы заправщик заметил и указал бортинженеру, что топливомер бака №2 завышает показания на 227 килограммов по сравнению с топливомером у заправочного клапана. После заправки уровень авиатоплива в баках с помощью топливомерной трубки не проверялся.

### Взлёт
Из документов бортинженер получил заправочный лист (был заполнен заправщиком), последний прогноз погоды, который затем сверил с сообщением от АТИС, а также рассчитал вес и центровку самолёта перед началом буксировки. Всего на борту самолёта находились 7 членов экипажа и 101 пассажир.
Буксировка началась в 08:30 в соответствии с расписанием, а в 08:37:20 диспетчер руления в восточного сектора аэропорта проинструктировал рейс 1141 следовать к ВПП №18L (левая) по обычной схеме. Экипаж сперва запустил все три двигателя, но когда стало понятно, что вылет задерживается, командир отключил правый двигатель (№3) для экономии авиатоплива. В 08:57:08, когда лайнер стал четвёртым в очереди на вылет, бортинженер передал стюардессам, чтобы они подготовили салон к взлёту, а КВС дал команду перезапустить двигатель №3. В 08:58:38 диспетчер взлёта передал: Дельта одиннадцать сорок один, занимайте полосу один восемь левая и ожидайте; такой командой авиадиспетчер велел рейсу 1141 вырулить по дорожкам на ВПП №15 перед тремя предыдущими самолётами и стать фактически первым в очереди на взлёт. Затем в 08:59:17 авиадиспетчер передал: Дельта одиннадцать сорок один, курс взлёта один восемь пять, полоса один восемь левая, взлёт разрешаю; получение обеих этих сообщений подтвердил второй пилот.

### Катастрофа
Экипаж увеличил режим двигателей, при этом бортинженер не увидел, чтобы загорелся индикатор «AUTO PACK TRIP»; но так как работа этой системы при взлёте не требуется, то он не доложил об этом командиру. Сам пробег рейса 1141 по взлётной полосе проходил нормально вплоть до подъёма носовой стойки шасси.
Но едва лайнер оторвался от ВПП, внезапно (со слов командира) раздались словно «два взрыва», после чего самолёт дёрнуло, как будто двигатели перешли в режим реверса. Затем авиалайнер начал входить в неконтролируемый крен вправо, и пилоты ничего не могли с этим сделать. Со слов авиадиспетчеров на вышке, которые наблюдали за взлётом, рейс 1141 взлетел в районе 29 или 30 рулёжки и под крутым углом тангажа; в каком положении во время взлёта или во время катастрофы находились закрылки, никто из наземных свидетелей не смог вспомнить (хотя позже один из выживших пассажиров рассказал, что во время взлёта он взглянул на левую плоскость крыла и увидел, что её задняя кромка была не в виде прямой линии, из чего он сделал вывод, что закрылки несколько убрались).
Из-под хвостовой части самолёта появились искры или пламя, а крылья начали раскачиваться из стороны в сторону, после чего снижающийся лайнер исчез в облаке пыли. В 305 метрах от торца ВПП №18L рейс DL1141 врезался в курсовой радиомаяк, затем рухнул на землю и остановился в 975 метров от торца ВПП, врезавшись в забор. В результате столкновений лайнер разрушился на три части и загорелся. Весь полёт лайнера с момента отрыва от ВПП до падения на землю продлился 22 секунды.

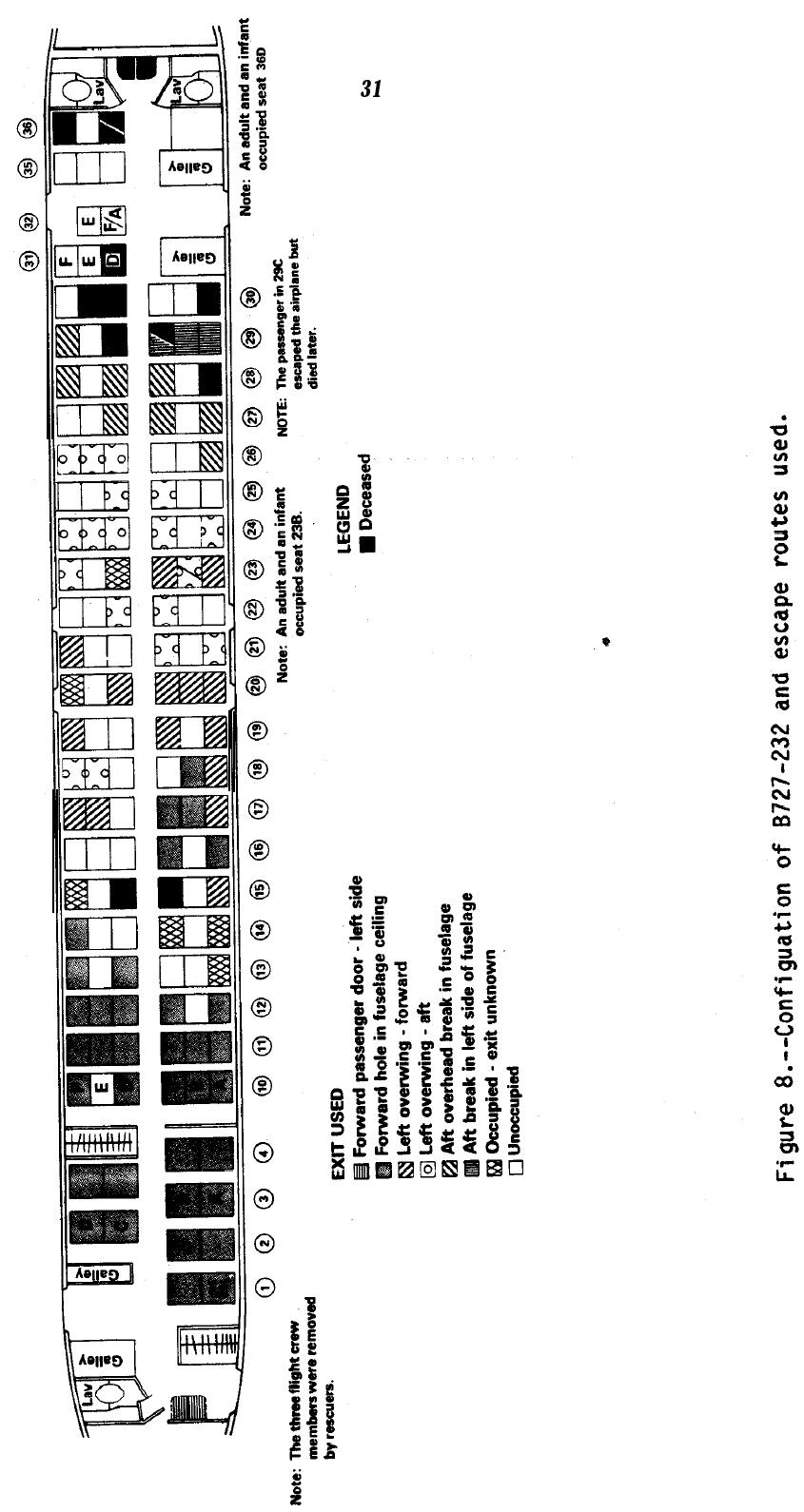
Диаграмма травм пассажиров рейса 1141 (NTSB) в зависимости от их местонахождения

В катастрофе погибли 14 человек — 2 члена экипажа (стюардессы Дикси Данн и Розилин Марр) и 12 пассажиров; среди погибших пассажиров был один с места 29C, который сумел выбраться из самолёта, но после вновь вернулся в салон, чтобы, вероятно, помочь жене и другим пассажирам, в результате чего получил тяжёлые ожоги и умер через 11 дней. Ранения получили 76 человек — все 5 членов экипажа и 21 пассажир получили тяжёлые травмы, 50 пассажиров получили средние или лёгкие травмы. Остальные 18 пассажиров не пострадали.
Самолёт сгорел наполовину. Его остаточная стоимость была оценена в $ 6 000 000-6 500 000.

## Расследование
Расследование причин катастрофы рейса DL1141 проводил Национальный совет по безопасности на транспорте (NTSB).
При чтении контрольной карты перед взлётом второй пилот на пункт «Закрылки» сказал: Пятнадцать, пятнадцать, зелёным горят. Но если бы закрылки действительно были выпущены на 15°, то самолёт должен был оторваться от ВПП при тангаже 8,6° и скорости 266 км/ч. Но фактически рейс 1141 оторвался от взлётной полосы только при тангаже 10° и воздушной скорости 292 км/ч, а весь взлёт длился 22,1 секунды, после чего уже через 1,5 секунды после отрыва самолёт, перейдя в снижение, на скорости 298 км/ч ударился хвостом об огни радиомаяка на торцевой части ВПП.
Такой взлёт свидетельствовал о том, что подъёмной силы для взлёта самолёта было недостаточно, а значит закрылки на самом деле были убраны. Стоит отметить, что Boeing 727 оборудован специальной системой предупреждения, которая выдаёт сигнал, если двигатели переведены на взлётную мощность, тогда как закрылки и предкрылки убраны; но в данном случае эта система не сработала. Проводка привода механизации крыла была исправна (если бы рычаги закрылков в кабине действительно были установлены на положение 15°, то и закрылки должны были выпуститься, но этого не произошло). На основании этого следователями NTSB был сделан вывод, что второй пилот сказал про выпущенные закрылки «на автомате».
В ходе расследования следователи NTSB задались вопросом — как опытный экипаж, командиром которого был пилот с 23-летним стажем, мог допустить такие ошибки. Но при прослушивании записи речевого самописца было обнаружено, что за несколько минут до взлёта в кабине пилотов находилась старшая стюардесса, с которой пилоты вели посторонние разговоры и которая ушла в салон только перед самым взлётом, причём в основном болтал второй пилот, а КВС было слышно лишь изредка. Это было грубое нарушение действующего «Правила стерильной кабины», которое запрещает членам лётного экипажа за несколько минут до взлёта и вплоть до набора высоты в 3000 метров вести в кабине любые посторонние разговоры, а все переговоры между членами лётного экипажа должны быть краткими и только по существу; такие правила в авиакомпании Delta Air Lines были доведены даже до бортпроводников.
Но сотрудники Delta Air Lines систематически нарушали эти правила, о чём знали даже в Федеральном управлении гражданской авиации США (FAA), но закрывали на это глаза. В результате из-за отвлечения на разговоры со старшей стюардессой пилоты забыли про отдельные пункты контрольной карты перед взлётом, особенно про установку механизации крыла во взлётное положение.

### Причины
Окончательный отчёт расследования NTSB был опубликован 26 сентября 1989 года.
Согласно отчёту, одной из главных причин катастрофы рейса DL1141 стала недисциплинированность командира и второго пилота, которые допустили взлёт лайнера с неустановленными в требуемое положение закрылками и предкрылками. Другой причиной катастрофы стала неисправность системы предупреждения о невзлётной конфигурации самолёта, которая не смогла предупредить пилотов об их ошибке. Сопутствующим фактором в катастрофе стали нарушения в самой авиакомпании Delta Air Lines, которая со значительной задержкой внедряла необходимые изменения в руководства, правила, контрольные карты, а также в методики подготовки и проверки экипажей; во многом это было вызвано значительными переменами, произошедшими после быстрого роста авиакомпании и различных слияний.
Также критике подверглось и Федеральное управление гражданской авиации США (FAA), которое не предпринимало достаточно агрессивных мер к Delta Air Lines, чтобы та исправила указанные нарушения, а инспекторские проверки проводились без необходимой ответственности.

## Культурные аспекты
Катастрофа рейса 1141 показана в 18 сезоне канадского документального телесериала Расследования авиакатастроф в серии Фатальная рассеянность.

### Комментарии
1. ↑  Здесь и далее указано Центральноамериканское время — CST